# Publi Corneli Ceteg (proscrit per Sul·la)
Publi Corneli Ceteg (llatí: Publius Cornelius Cethegus) va ser un polític romà. Formava part de la família dels Cetegs, una branca de la gens Cornèlia.
Era membre del partit popular, amic de Gai Mari i proscrit per Sul·la (88 aC). Va fugir amb Mari a Numídia però va tornar a l'any següent cridat per Luci Corneli Cinna.
L'any 83 aC es va lliurar voluntàriament a Sul·la i aquest el va perdonar. Sota Sul·la encara va conservar influència i poder i va donar suport al cònsol Aureli Cota en la proposta de donar el comandament de la flota del Mediterrani a Marc Antoni Crètic. Va enviar a la seva concubina per intentar seduir a Lucul, per obtenir algun benefici i no ho va aconseguir.